# Death Rally
Death Rally är ett bil/actionspel för Microsoft Windows, utvecklat av Remedy Entertainment och utgivet av Apogee 1996 på CD-ROM. Spelets mål är att man genom att delta i våldsamma biltävlingar skall förbättra sin ranking (gentemot 19 andra spelare, som kontrolleras av datorn) till dess man uppnått förstaplatsen. Under spelets gång kan man dels förbättra sin bil med starkare motor, bättre däck och bepansring, dels byta upp sig till helt nya bilmodeller som även de kan uppgraderas.
Spelet är baserat på rundor, där det i varje runda går tre parallella lopp i olika svårighetsgrad, vart och ett för fyra bilar. Ju högre svårighetsgrad, desto mer pengar i potten och desto fler rankingpoäng, men även duktigare motståndare (i snabbare bilar), så i början när spelaren har en långsam bil är det lönlöst att ge sig in i de svårare loppen. Spelaren har inför varje runda möjlighet att anmäla sig till ett av dessa lopp eller avstå helt. Det finns ett tjugotal olika banor på vilka loppen kan äga rum, och vid anmälningen i början av varje runda framgår vilken bara respektive lopp kommer att gå på, vilket i kombination med spelarens och bilens styrkor och svagheter kan vara avgörande för om spelaren väljer att anmäla sig till ett lopp eller ett annat, alternativt avstå helt och vänta till nästa runda.
Utöver prispengar från loppen kan spelaren tjäna pengar på att plocka bonusar längs banan eller utföra uppdrag, som att se till att en viss motståndare inte når mållinjen. En speciell bonus utbetlas även om man vinner ett lopp med helt oskadd bil, samt om man är den ende av de fyra deltagarna i ett lopp som går i mål. Pengarna kan, utöver uppgraderingar och nya bilar, även användas för att köpa minor, sabotage mot motspelare och liknande.
När man nått toppen på poängtabellen får man möta den mystiske The Adversary på en specialbana. Sett till det övriga spelets svårighetsgrad är denna del dock oproportionerligt enkel - om man har en så pass snabb bil och är så skicklig att man lyckats ta sig till rankingens förstaplats blir "slutstriden" lätt något av ett västgötaklimax.
I oktober 2009 släppte Remedy en uppdaterad version av Death Rally som fungerar på modernare system, versionen saknar dock nätverksspel. Den nya versionen är helt gratis och kan laddas ner från Remedys hemsida.

## Bilar
När spelet börjar har man 500 dollar och den enklaste bilen, Vagabond (inspirerad av Volkswagen Typ 1 "Bubblan"). Den är, liksom alla bilmodeller, utrustad med en kulspruta.
Varje bil kan få ett visst antal uppgraderingar i kategorierna bepansring, däck och motor. Kulsprutan går ej att uppgradera, men de enklare bilmodellerna har en enkelpipig version och de dyrare modellerna har en dubbelpipig. Inför varje runda kan man köpa tillfälliga uppgraderingar som spikbeklädda stötfångare, minor och raketbränsle som kan användas för att ge extra skjuts under korta ögonblick (vilket dock åsamkar den egna bilen viss skada, liksom andra bilar som ligger för nära bakom). Man kan även betala för att få en motståndares bil saboterad. Spelaren kan dessutom ta lån till ockerränta med löptid på tre rundor.
Bilarna som finns i spelet är följande:
- Vagabond
- Dervish (flakbil)
- Sentinel (en fyrdörrars sedan inspirerad av Peugeot 405)
- Shrieker (inspirerad av Chevrolet Corvette)
- Wraith (inspirerad av Porsche 911)
- Deliverator (inspirerad av Mach 5 från Speed Racer)

## Motståndare
Generellt sett håller sig motståndarna i lopp som i svårighetsgrad på ett ungefär motsvarar den bil de kör. Ibland görs dock avsteg, vilket kan öppna möjligheter för spelaren att klara sig bra även i ett lopp där den egna bilen egentligen inte är tillräckligt snabb.
- Vagabond-förare: Bogus Bill och Farmer Ted
- Dervish-förare: Liz Arden, Diesel Joe och Mic Dair
- Sentinel-förare: Mori Sato, Suzy Stock, Iron John och Cher Stone
- Shrieker-förare: Lee Vice, Dark Ryder och Greg Peck
- Wraith-förare: Mad Mac, Motor Mary, Matt Miler och Clint West
- Deliverator-förare: Nasty Nick, Jane Honda, Sam Speed och Duke Nukem